# Хиндер, Пауль
Пауль Хиндер (нем. Paul Hinder OFMCap, 22 апреля 1942 года, Буснанг, Швейцария) — католический прелат, епископ, викарий апостольского викариата Южной Аравии в 2005—2022 годах, член монашеского ордена капуцинов.

## Биография
18 сентября 1966 года Пауль Хиндер принял вечные монашеские обеты в монашеском ордене капуцинов. 4 июля 1967 года был рукоположён в священника.
12 декабря 2003 года Папа Римский Иоанн Павел II назначил Пауля Хиндера титулярным епископом Макона и вспомогательным епископом апостольского викариата Аравии. 30 января 2004 года состоялось рукоположение Пауля Хиндера в епископа, которое совершил кардинал Крешенцио Сепе в сослужении с апостольским нунцием в Кувейте, Омане и Бахрейне архиепископом Джузеппе да Андреа и епископом Джованни Бернардо Гремоли.
21 марта 2005 года Папа Римский Иоанн Павел II назначил Пауля Хиндера викарием апостольского викариата Аравии. 31 мая 2011 года апостольский викариат Аравии был переименован в апостольский викариат Южной Аравии и Пауль Хиндер стал носить титул «викарий апостольского викариата Южной Аравии».
13 мая 2020 года Хиндер был назначен апостольским администратором Северной Аравии.
1 мая 2022 года Папа Франциск принял его отставку с поста апостольского викария Южной Аравии.